# Marcel Berthet

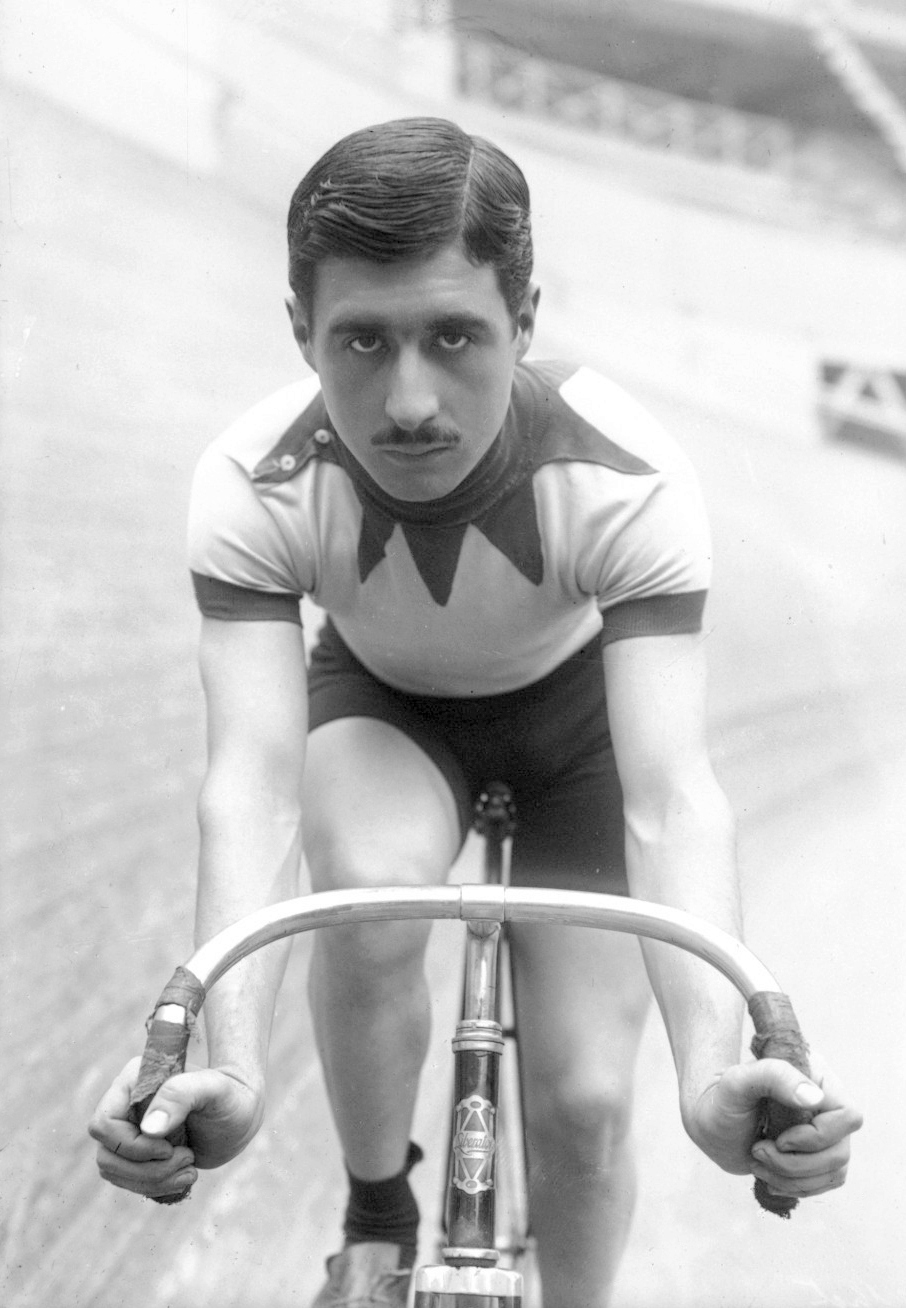
Marcel Berthet (1912)

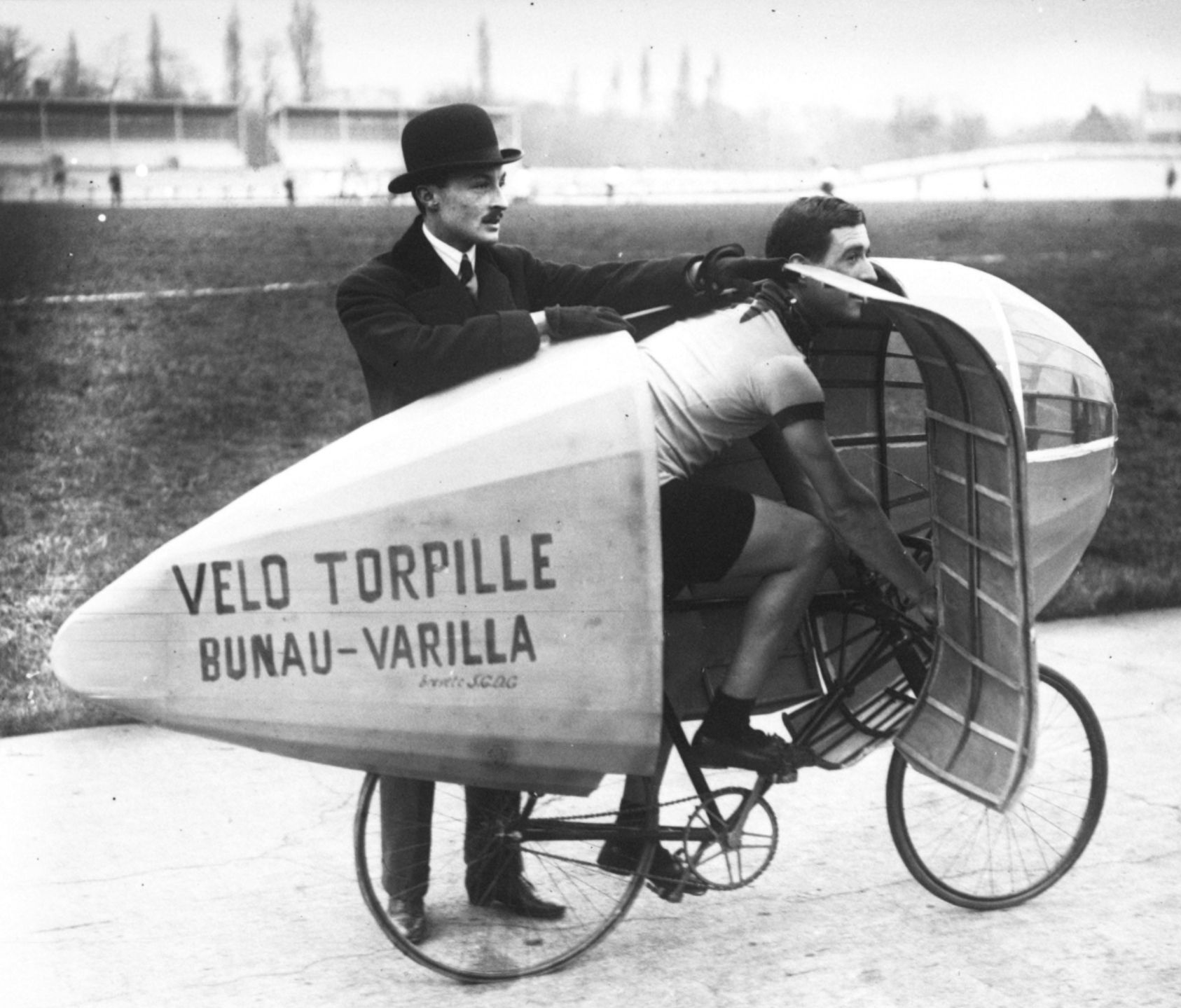
Berthet in einem Stromlinienfahrrad, mit Etienne Bunau-Varilla (1913)

Marcel Berthet (* 4. März 1888 in Neuilly-sur-Seine; † 7. April 1953 in Rouen) war ein französischer Radrennfahrer.
Marcel Berthet war Profi-Rennfahrer von 1907 bis 1913 sowie von 1921 bis 1923. Noch als Amateur gewann er 1905 das Straßenrennen Paris-Provins-Paris und wurde 1907 französischer Steher-Meister über 50 Kilometer auf der Bahn. Als Profi startete er bei insgesamt zwölf Sechstagerennen: 1909 belegte er beim Sechstagerennen in Berlin Platz zwei, gemeinsam mit John Stol, im Jahr darauf Platz drei mit Maurice Brocco. Nach dem Ersten Weltkrieg wurde er 1920 mit Charles De Ruyter Zweiter beim Sechstagerennen in Brüssel, das die beiden Fahrer gemeinsam im Jahr darauf gewannen. Einmal, 1913, nahm er auch an der Tour de France teil, gab aber nach der vierten Etappe auf.
Die Spezialität von Berthet waren Radsport-Rekorde. Dreimal stellte er auf der Buffalo-Radrennbahn Stundenweltrekorde auf, am 20. Juni 1907 über 41,250 Kilometer, am 7. August 1913 über 42, 741 Kilometer sowie am 20. November 1913 über 43,775 Kilometer. Dabei lieferte er sich Fernduelle mit dem Schweizer Oscar Egg, der ihn dreimal überbot, und die die Radsport-Fans elektrisierten. Zudem stellte er 1913 mehrere Rekorde mit dem Stromlinienfahrrad Velo Torpille des Erfinders Etienne Bunau-Varilla auf, darunter ein Geschwindigkeitsrekord von 57,3 km/h über 1000 Meter.
Nach seinem Rücktritt vom Radsport blieb Marcel Berthet in der Fahrradbranche und ging in die Entwicklung. 1933 produzierte und vermarktete er einen Sattel und konstruierte ein Liegerad, mit dem er am 9. September 1933 einen weiteren Stundenweltrekord aufstellte, der allerdings von der Union Cycliste Internationale (UCI) nicht anerkannt wurde. Den Sechstagerennen blieb Berthet als Schiedsrichter im Vélodrome d’Hiver verbunden, wo man ihn l'élégant Marcel (eleganter Marcel) nannte.
In den 1920er Jahren entwickelte der Franzose Pierre Lyotard ein Großflächenpedal und nannte das Modell Marcel Berthet.